# L'Ordinateur qui semait le désordre
L'Ordinateur qui semait le désordre est le dix-huitième roman de la série Les Conquérants de l'impossible écrite par Philippe Ébly. Ce roman est paru pour la première fois en 1986 chez Hachette dans la collection Bibliothèque verte. 

## Résumé
Le professeur Auvernaux propose aux Conquérants de l’impossible un nouveau défi : entrer dans un ordinateur où Paris a été reconstitué dans son intégralité ! Cette simulation a pour but d’étudier les effets d’une découverte sans danger pour le monde réel. Mais le péril pourrait venir de l’intérieur même de l’ordinateur… car dans ce Paris artificiel, tout commence à s’altérer : une poussière grise tombe dans les rues, des gens disparaissent, de mystérieux gardes font régner la terreur. Et les Conquérants, bloqués dans la machine, risquent de subir ce qui arrive à ceux qui sèment le désordre : l’effacement pur et simple...

## Les différentes éditions
- 1986 : Hachette, coll. : Bibliothèque verte, cartonné (série au dos hachuré), texte original. Illustrations de (inconnu). 157 p.  (ISBN 2-01-012305-0)
- 1988 : Hachette, Bibliothèque verte, no 100, poche souple, texte original. Illustrations de (inconnu). 155 p.  (ISBN 2-01-013548-2)
- 2004 : Degliame, coll. : Le Cadran bleu no 42, format poche souple. Illustrations de (inconnu). 153 p. (ISBN 2-914088-51-5),  (EAN 9782914088480)